# IKS Bortas
De IKS Bortas is een fictief ruimtevaartuig uit het Star Trekuniversum. De Bortas is een Vor'cha-klasse aanvalskruiser van het Klingonrijk.

## Geschiedenis
De IKS Bortas (bortas betekent wraak in Klingon) werd rond 2366 in gebruik genomen als vlaggenschip van de Klingon ruimtevloot. De Bortas was het commandoschip van kanselier Gowron tijdens de Klingon burgeroorlog van 2367-2368. In het begin van de oorlog werd het schip zwaar beschadigd door een verrassingsaanval van schepen loyaal aan de Duras familie. Met hulp van de IKS Hegh'ta werden de aanvallers ten slotte verdreven. (zie: TNG aflevering "Redemption") In 2369 transporteerde het schip de reïncarnatie van Kahless de Onvergetelijke naar de Klingon thuiswereld.

## Techniek
De Vor'cha-klasse aanvalskruiser was een van de meest krachtige Klingon-ruimteschepen van de 24e eeuw, vergelijkbaar met de Excelsior-klasse van de Federatie. Het schip was zwaarder bewapend en beter manoeuvreerbaar dan schepen van vergelijkbare grootte.
De IKS Bortas is 481 meter lang en heeft 26 dekken. De buitenwand is van duranium. Het schip is bewapend met disruptorkanonnen, fotontorpedo's en beschikt over afweerschilden en een geavanceerd camouflageschild. De maximale snelheid ligt boven de Warp 9,5.
Andere ruimteschepen van de Vor'cha-klasse zijn de IKS Drovana, IKS Maht-H'a, IKS Qu'Vat, IKS Toh'Kaht en IKS Vor'nak.